# Mafia Mamma
Mafia Mamma è un film del 2023 diretto da Catherine Hardwicke con protagoniste Toni Collette e Monica Bellucci.

## Trama
Stati Uniti. Kristin è un'annoiata donna di mezza età di origini italiane che ha appena salutato il figlio Domenick, partito per il college, e scoperto che il marito Paul, ancora convinto di poter avere un futuro da rock star attempata, la tradisce con una ragazza molto giovane. La sua vita cambia quando riceve una telefonata dall'Italia da parte di una certa Bianca che le comunica il decesso del nonno Giuseppe Balbano, insistendo perché parta immediatamente per sbrigare alcuni affari importanti. Convinta dalla migliore amica avvocato Jenny che la sua vita inappagata, anche lavorativamente parlando, ha bisogno di una scossa, Kristin decide di fare i bagagli per recarsi nel suo Paese d'origine.
Roma. Terminata la messa funebre di Giuseppe Balbano, il corteo è attaccato da uomini armati. Kristin riesce a mettersi in salvo assieme a Bianca e condotta alla villa dei Balbano, dove viene a conoscenza di una verità per lei inimmaginabile. I Balbano sono una famiglia mafiosa, di cui Bianca è il consigliere, e la quasi carneficina del funerale è stata opera del clan rivale dei Romano. Come se non bastasse, Kristin è stata indicata dal nonno come nuovo capo del clan Balbano, indispettendo il giovane cugino Fabrizio che bramava lo scettro del potere e invece si vede costretto a cedere il passo a una donna del tutto lontana dal loro mondo. Non potendosi sottrarre alla volontà del nonno, Kristin si vede costretta ad assumere le redini del clan e dell'azienda vinicola che ne fa da paravento.
Inaspettatamente Kristin dimostra di possedere doti da capo-clan nascoste, tanto da sfuggire a un tentativo di avvelenamento, finanche uccidendo un sicario mandato a villa Balbano per eliminarla. Preso atto della pericolosità della nuova rivale, i Romano si affrettano a dichiarare cessata la faida contro i Balbano, proclamando la pace tra le famiglie. Nonostante possa considerare esaurito il proprio soggiorno italiano, Kristin si accorge che indossare i panni di donna della mafia le permette di sentirsi realizzata, contrariamente alla vita infelice che conduceva a casa. Inoltre, Kristin ha ormai lasciato alle spalle il marito Paul e iniziato una relazione con Lorenzo, un giovane incontrato al suo arrivo in aeroporto; quindi, la donna non ha più alcun motivo per desiderare il ritorno oltreoceano.
Sotto la guida di Kristin gli affari dei Balbano prosperano, al punto però da mettere in discussione la tregua con i Romano, i quali minacciano di riprendere le ostilità. A un incontro di rappresentanti dei clan per scongiurare il pericolo di una nuova guerra, fa irruzione la polizia che arresta tutti i presenti. Kristin scopre che l'amato Lorenzo in realtà si chiama Rudy ed è un poliziotto che l'ha usata per arrivare ai vertici dei clan, benché dichiari che i sentimenti per lei erano sinceri. Scarcerata grazie all'aiuto dell'amica Jenny che ha ottenuto il "non luogo a procedere", Kristin deve fronteggiare il golpe tentato da Fabrizio che vuole spodestarla dalla guida del clan. Messi in salvo Paul e Domenick, nel frattempo arrivati in visita dagli Stati Uniti, Kristin riesce ad avere la meglio sul giovane cugino, non mostrando clemenza e lasciandolo cadere dentro l'affettatrice dell'uva.

## Produzione
La sceneggiatura di Mafia Mamma è stata scritta da Michael J. Feldman e Debbie Jhoon su un'idea originale della produttrice Amanda Shters. La Shters l'ha presentato come la storia di "donne non più giovani, che hanno lasciato i figli andare per la loro strada e hanno rinunciato a molto, ma sono sempre capaci di reinventarsi".
Catherine Hardwicke, già regista di Thirteen e Twilight, è stata scelta per dirigere il film. Toni Collette e Monica Bellucci sono state ingaggiate per interpretare i ruoli delle protagoniste. Collette, che aveva recitato per Hardwicke in Miss You Already (2015), ha definito il film (di cui è anche produttrice) "una delle migliori esperienze della mia vita", la sceneggiatura "mi ha fatto ridere così tanto. Ho pensato: «Dannazione, se può farmi provare tutto questo in questo momento, voglio dargli vita». Ho avuto un feeling speciale fin dall'inizio". Bellucci ha dichiarato di aver recitato in poche commedie, apprezzando il lavoro svolto al fianco di Hardwicke e Collette.
Le riprese si sono svolte a Roma nel maggio 2022.

## Distribuzione
Negli Stati Uniti il film è stato distribuito da Bleecker Street il 14 aprile 2023.
In Italia è stato distribuito in streaming da Prime Video il 23 ottobre 2023.